# Non succede, ma se succede...
Non succede, ma se succede... (Long Shot) è un film del 2019 diretto da Jonathan Levine.

## Trama
Nel 2019 la segretaria di Stato statunitense Charlotte Field apprende che il presidente Chambers, un ex attore televisivo, non ha intenzione di candidarsi per un secondo mandato, poiché sta cercando di tornare nel mondo del cinema; intravedendo un'opportunità di correre alla presidenza, Charlotte lo convince a sostenerla come potenziale candidata alla presidenza.
Nel frattempo Fred Flarsky, un giornalista di New York, scopre che il giornale per cui lavora è stato acquistato da Parker Wembley, un ricco magnate dei media, la cui etica si oppone alla sua; furioso, abbandona prontamente il giornale, ma non riesce a trovare un altro lavoro. Caduto in depressione, si rivolge al suo migliore amico Lance, che lo porta ad un evento di raccolta fondi di beneficenza dove si esibiscono i Boyz II Men, a cui partecipa anche Charlotte. Lei e Fred si riconoscono, poiché la donna era la sua babysitter e una sua cotta segreta quando erano adolescenti; Wembley però li interrompe per pianificare un incontro con Charlotte, portando Fred ad attaccare il magnate prima di andarsene infuriato e cadere da una rampa di scale davanti a tutti.
Dopo aver letto alcuni articoli di Fred, Charlotte decide di assumerlo per scrivere i suoi discorsi, nonostante le proteste della sua manager Maggie, e lui accetta il lavoro. Durante un vertice dei leader mondiali in Svezia, Charlotte è costretta a rivedere un discorso che prevede una revisione ambientale pianificata per placare alcuni dei suoi elettori. Quando Fred si oppone e le chiede di non abbandonare i suoi ideali, minacciando di dimettersi immediatamente se avesse presentato il discorso modificato, lei si convince e il vertice è un successo.
I due continuano a trascorrere del tempo insieme e, con la scusa da parte di Fred di saperne di più su Charlotte per i suoi scritti, iniziano a diventare più intimi e dopo essere sopravvissuti a una rivoluzione a Manila, iniziano una relazione. Dopo averlo scoperto, Maggie cerca di convincere entrambi che il pubblico non li accetterà mai come coppia. Quando Chambers ordina a Charlotte di rimuovere i suoi piani ecologici per preservare gli alberi, dato che alcuni suoi amici potenti tra cui Wembley lo hanno richiesto, lei si scatena con Fred assumendo ecstasy. Una crisi di ostaggi si verifica subito dopo e, nonostante sia ancora sotto l'effetto di stupefacenti, Charlotte riesce, abilmente, a far liberare l'ostaggio.
Anche se l'incidente aumenta nei sondaggi l'indice di gradimento per Charlotte, Chambers la affronta nel suo ufficio insieme a Wembley, che ha un interesse personale a rimuovere gli alberi come parte del suo piano. I due la ricattano con un video hackerato dalla webcam di Fred, che lo raffigura mentre discute della sua relazione con Charlotte e si masturba mentre guarda un video di uno dei suoi discorsi,eiaculando sulla propria faccia. Charlotte mostra a Fred il video del ricatto e lo informa di aver accettato l'ultimatum, comunicandogli di voler presentare pubblicamente la loro relazione una volta che la sua immagine verrà ripulita. Fred tuttavia, deluso e incapace di accettare il compromesso, rifiuta e i due si lasciano.
Di ritorno a New York, Fred si sfoga con Lance, il quale lo rimprovera dicendogli che è sempre stato troppo testardo con i suoi principi, rifiutandosi di considerare i bisogni e le opinioni degli altri; Fred decide di accettare le decisioni di Charlotte. Durante il suo annuncio di candidarsi alla presidenza del 2020 tuttavia Charlotte fa' marcia indietro sui suoi piani, rivelando inoltre il ricatto di Wembley e Chambers e descrivendo il contenuto del video poco prima della sua diffusione da parte dei due uomini. Fred va a cercare Charlotte e la trova ad aspettarlo nel suo appartamento; i due ammettono di amarsi e poco dopo fuori incontrano la stampa, a cui Charlotte presenta Fred come suo ragazzo. Nel 2021, Charlotte diventa la prima presidente americana donna e la coppia si sposa, con Fred come "First Mister" avente il cognome della moglie.

## Promozione
Il primo teaser trailer del film viene diffuso il 13 febbraio 2019, mentre il trailer esteso il 16 febbraio.

## Distribuzione
La pellicola è stata presentata al South by Southwest il 3 marzo 2019 e distribuita nelle sale cinematografiche statunitensi a partire dal 3 maggio 2019, mentre in quelle italiane dal 10 ottobre.

## Riconoscimenti
- 2019 - E! People's Choice Awards[6]
  - Candidatura per il miglior film commedia
- 2019 - South by Southwest
  - Premio del pubblico
- 2019 - Sun Valley Film Festival
  - Miglior film